# Creature (Barker)
Creature (Books of Blood - Volume Four) è un'antologia di racconti di Clive Barker, pubblicata nel 1985, quarto dei sei volumi della serie Books of Blood. La prima edizione italiana è stata pubblicata con l'ingannevole titolo Libro di sangue.

## Racconti contenuti
- Libertà agli oppressi (The Body Politic): Mani umane riescono ad ottenere quella libertà che da tempo reclamano.
- La condizione Inumana (The Inhuman Condition): Dei teppisti aggrediscono un barbone ed uno di loro gli sottrae una corda con tre nodi: ognuno di essi nasconde e tiene legate tra loro bestie mostruose ma allo stesso tempo umane.
- Apocalisse (Revelations): Fantasmi fanno ritorno ad un motel, e li incontrano una coppia non molto diversa da loro.
- Vade retro, Satana! (Down, Satan!): Un magnate che ha perso la fede in Dio è disposto a ricreare un vero e proprio Inferno in terra per rievocarlo.
- L'età del desiderio (The Age of Desire): Un uomo viene usato come cavia per un afrodisiaco dagli effetti tremendi e autodistruttivi.

## Trasposizioni cinematografiche
- Dal racconto Libertà agli oppressi (The Body Politic) e dal racconto Denti Chiacchierini (Chattery Teeth) di Stephen King è stato tratto nel 1997 il film I racconti di Quicksilver.[1]

## Gli altri Libri di Sangue
- Infernalia (Books of Blood - Volume One)
- Ectoplasm (Books of Blood - Volume Two)
- Sudario (Books of Blood - Volume Three)
- Visions (Books of Blood - Volume Five)
- Monsters (Books of Blood - Volume Six)

## Edizioni
- Clive Barker, Libro di sangue, traduzione di Tullio Dobner, I romanzi Sonzogno, Sonzogno, 1993,  p. 221, ISBN 88-454-0599-0.
- Clive Barker, Libro di sangue, traduzione di Tullio Dobner, I grandi tascabili, Bompiani, 1995,  p. 221, ISBN 88-452-2718-9.
- Clive Barker, Creature, traduzione di Tullio Dobner, Sonzogno Best Seller, 2001,  p. 221, ISBN 88-454-2096-5.